# PECORIN
PECORIN（ペコリン）は、韓国のイラストレーター。

## 作品

### 原画・キャラクターデザイン
- ペーパーマン キャラクター原画、イラスト
- 進軍のクルセイダーキャラクター原画、イラスト

### 挿画
- Missing (小説)韓国版（甲田学人・著、シードノベル）
- モンスタープリンセス （シードノベル）
- デコオンライン　サイド小説「シオンの剣」（菜の花すみれ・著）

### イラスト
- 「ゲームキャラクター水着イラスト特集」（ログイン (雑誌)）
- アラド戦記 カードイラスト
- 萌えて覚えるシリーズ　ASTRO GIRLS 星座・天文 萌えて覚える宇宙の基本
- 萌え萌えシリーズ 萌え萌えランジェリー図鑑、萌え萌えスパイ事典
- 「月間PLAYSTATION」（韓国）イラスト、４コマ漫画連載

### その他
- 「アタラシイアサ」イラスト、漫画（2008年コミケARIAアンソロジー）
- 月刊ニュータイプ　2011年8月号イラストレーターインタビュー